# Gertrud Laxman
Gertrud Mauritzdotter Laxman, född 1575, död 1640, var en svensk hovfunktionär. 

## Biografi
Gertrud Mauritzdotter Laxman föddes 1575. Hon var dotter till hovfunktionären Mauritz Jöransson Laxman "till Djula" (1542-1611), som var hertig Karls kammarråd. Själv var hon anställd som kammarjungfru (vid denna tid titeln för en kammarfröken) hos hertig Karls maka. Hennes far ägde Stora Djulö, som låg i hertig Karls hertigdöme, och det var känt att Karl ofta besökte henne under sina resor till Julita socken. Hans vänskap med henne gav upphov till ryktet att de hade ett förhållande. Detta sågs som en skandal, och för att tysta denna utfärdade Karl ett intyg och försäkran av hennes jungfrudom.  Hon var sin fars arvtagare och ärvde själv Stora Djulö 1611.

### Familj
Laxman gifte sig 1600 med hovjunkaren Josua Gyllenhorn (1575–1631) år hertig Karl, son av fänriken Arent Jonsson Gyllenhorn vid adelsfanan och Anna Björnsdotter. De fick tillsammans barnen Aron Gyllenhorn (1601–1618), Elisabet Gyllenhorn (död 1618), studenten Carl Gyllenhorn (1604–1622) vid Uppsala universitet, Anna Gyllenhorn som var gift med majoren Knut Uggla, Christina Gyllenhorn (död 1640) som var gift med kammarherren Johan Gyllenstierna af Lundholm, Carin Gyllenhorn (död 1670) som var gift med assessorn Jakob von der Linde och Helana Gyllenhorn (död 1677) som var gift med majoren Ingevald Crusebjörn.